# Астраханов Віктор Харитонович
Астраханов Віктор Харитонович (нар. 1 січня 1925 року – 6 лютого 2008 року) — кандидат медичних наук ( 1970 р.) , хірург-ортопед-травматолог, засновник та перший керівник травматологічного відділення Рівненської обласної лікарні та ортопедо-травматологічної служби.

## Життєпис
Народився 1 січня 1925 року в родині лікаря та акушерки в селі Брацлав, Вінницької області. 
Помер та похований у місті Рівне 6 лютого 2008 року.

## Освіта
1941 року закінчив середню школу в селі Райгород Ситковецького району (наразі Немирівський район), Вінницька область. 
1949 року закінчив Вінницький національний медичний університет ім. М.І.Пирогова.

## Трудова діяльність
1943 року був вимушений піти на роботу на станцію "Сомченая" Вінницької вузькоколійної залізниці як учень чергового по станції. 
З 1949–1950 рр. районний хірург та завідувач здороввідділу Олександрійської районної лікарні Рівненської області.  
З 1950–1952 рр. хірург міської лікарні м. Рівне. 
З 1952 до 1956 р. — головний лікар та хірург Клеванської районної лікарні Рівного.
З 1956 до 1959 р. — ортопед-травматолог Рівненської обласної лікарні.  
З 1957 позаштатний ортопед-травматолог області. У червні 1959 року було організоване відділення невідкладної травматології та хірургії на 25 ліжок на базі станції переливання крові. 
З 1962–1964 рр. як один з найкращих хірургів представників медицини Радянського Союзу працював у спецвідрядженні в Німецькій Демократичній Республіці й був нагороджений урядом НДР медаллю.
З 1964 року завідувач ортопедно-травматологічним відділом Рівненської обласної лікарні до виходу на пенсію. 
1970 року один з небагатьох лікарів-практиків у той час отримав ступінь кандидата медичних наук, захистивши дисертацію на тему "Невільна кісткова пластика розщепленим кортикальним трансплантантом". 
З 1971–1977 рр. — керівник управління Рівненського обласного відділу охорони здоров’я.
1977 року повернувся на посаду завідувача ортопедо-травматологічного відділу Рівненської обласної лікарні. Обіймав посаду до 1985 року. А після виходу на пенсію продовжував працювати ординатором травматологічного відділу до 2002 року.

## Досягнення

Лікарі хірургічно-травматологічного відділення під час операції

9 липня 1959 року на базі станції переливання крові організував відділення невідкладної травматології та хірургії, з котрого і бере відлік ортопедо-травматологічна служба Рівненщини.  
Виконував від 70 до 150 операцій на рік. До прикладу: за 1989–1992 роки виконував більш як 400 хірургічних операцій на опорно-руховому апараті. Серед них операції, які потребують високого рівня оператора:
- кістково-пластичні реконструктивні операції на великих суглобах;
- складні модифікації через кісткового остеосинтезу за Єлізаровим;
- різні варіанти металоостеосинтезу;
- винайдені методи лікування при багатьох ортопедичних захворюваннях та наслідках важких травм;
- реконструктивні операції при вроджених патологіях опорно-рухового апарату та пухлинах кісток.

За відносно короткий термін в радянський час лікареві вдалося розвинути хірургічно-травматологічне  відділення з 10 ліжок до потужного підрозділу на 50 ліжок, де надавалася кваліфікована допомога пацієнтам з травмою скелета та ортопедичною патологією. 
Не зважаючи на те, що у відділенні лікувались хворі різного профілю та віку, відділення мало офіційну назву “Травматологічне”. Статус відділення був змінений 13 липня 1999 року наказом по обласній клінічній лікарні № 234-од ”Про надання статусу ортопедо-травматологічного відділення обласному відділенню травматології”. З наявних 50 ліжок — 30 ліжок вважались ортопедичними, 20 ― травматологічними.   
У відділенні було впроваджено черезкістковий компресійно-дистракційний остеосинтез (методика лікування переломів, актуальна до сьогодні, різні види кісткових пластик при незрощених переломах, опубліковано низку наукових праць. Започатковано виконання сучасних (на той час) складних травматологічних операцій з приводу переломів кісток, реконструктивних операцій у дітей зі вродженими вивихами стегон. Зросла мережа травматологічних ліжок із загальною кількістю до 627 (зокрема 40 ліжок дитячої травматології).  
За трудову та професійну діяльність був нагороджений державними нагородами та відзнаками.

## Професійна спадщина
За час роботи на Рівненщині, поряд з освоєною багатопрофільною хірургією, на початку діяльності Віктор Харитонович проявив себе і як кваліфікований ортопед-травматолог, і як талановитий організатор та керівник. Виховав спеціалістів, які продовжують започатковану ним справу.   
50 наукових робіт було надруковано на сторінках професійних журналів «Ортопедія, травматологія та протезування», «Вісник ортопедії, травматології та протезування», «Клінічна хірургія» та в матеріалах науково-практичних конференцій, з’їздів та симпозіумів.   
Після смерті Віктора Харитоновича хірургічно-травматологічне відділення розширювалось та набувало кваліфікованих спеціалістів. За час роботи у відділенні лікарі різних періодів освоїли та запровадили в практику лікування низку нових методик, удосконалювали попередні оперативні методики лікування травм і захворювань опорно-рухового апарату.